# Grochy-Imbrzyki
Grochy-Imbrzyki – wieś w Polsce położona w województwie mazowieckim, w powiecie pułtuskim, w gminie Gzy. Ma status sołectwa.
| SIMC    | Nazwa        | Rodzaj    |
| ------- | ------------ | --------- |
| 0115921 | Grochy-Krupy | część wsi |

W latach 1975–1998 miejscowość administracyjnie należała do województwa ciechanowskiego.